# بوتزاريس (مترو باريس)
بوتزاريس (بالفرنسية: Botzaris)‏ هي محطة مترو تابعة لمترو باريس تقع في فرنسا في الدائرة التاسعة عشرة في باريس.[بحاجة لمصدر]